# 斜陽 (小說)
《斜阳》是日本小说家太宰治的中篇小说，是与《跑吧！梅乐斯》、《人间失格》并列的太宰治代表作之一，1947年在杂志《新潮》上作为全三回的连载小说发表。同年12月15日由新潮社出版，定价70日元，初版发行量为一万本，第二版发行量为两万五千本，第三版发行量为五千本，第四版为一万本。

## 章節簡介
本書共分為八章，以和子的第一觀點的女性獨白體為主軸，第三章插入直治的大學時代手記＜夕顏日記＞，第四章插入和子寫給上原的三封情書，第七章插入直治的遺書，第八章插入和子最後寫給上原最後的一封信。

## 譯本
- 《斜陽》（正體中文，1981年6月，文鏡，譯者：何馬）
- 《斜阳》（简体中文，1981年8月，上海译文出版社，译者：张嘉林，統一書號：10188-205）
- 《斜陽》（正體中文，1987年5月，星光，譯者：游瑞華）
- 《當代世界小說家讀本－第24冊－太宰治》（正體中文，1987年9月，光復，譯者：李永熾）
- 《斜阳》（简体中文，1999年4月，山东文艺出版社，译者：杨伟/晋学新，ISBN 9787532916191）
- 《斜陽》（正體中文，2001年4月，小知堂，譯者：周敏珠，ISBN 9570405554）
- 《斜陽》（正體中文，2003年9月，亞洲圖書有限公司，譯者：沈曼雯，ISBN 986-7667-10-7）
- 《斜阳》（简体中文，2008年10月，重庆出版社，译者：杨伟/张嘉林 ，ISBN 9787536699823）
- 《斜陽》（正體中文，2009年5月，立村文化，譯者：周敏珠，ISBN 9789868519831）
- 《斜阳》（简体中文，2009年10月，吉林出版集团有限责任公司，译者：周敏珠，ISBN 9787546302416）
- 《斜陽》（正體中文，2013年12月，野火文化，ISBN 9789868992054）
- 《斜陽》（正體中文，2016年9月，自由之丘，譯者：張嘉林，ISBN 9789863891536）
- 《斜陽》（正體中文，2018年，前景文化，ISBN 9789866536601）
- 《斜陽》（正體中文，2021年，木馬文化，譯者：高詹燦，ISBN 9786263140172）

## 外部連結
- 『斜陽 (小說)』：新字新假名 - 青空文庫（日語）

1. ↑   『太宰治全集 9』（ちくま文庫、1989年5月30日）537-539頁
2. ↑  長部日出雄『桜桃とキリスト もう一つの太宰治伝』（文藝春秋、2002年3月30日）335頁